# Los méritos de Madame Curie
Los méritos de Madame Curie (en francés Les palmes de monsieur Schutz) es una película francesa de Claude Pinoteau, estrenada en 1997. Es una adaptación de la obra teatral homónima de Jean-Noël Fenwick, estrenada en el Théâtre des Mathurins en 1989.

## Sinopsis
La historia se inspira en la vida de Pierre y Marie Curie, y cuenta sus trabajos en la Escuela Superior de Física y de Química Industriales de París (ESPCI), durante los cuales descubrieron el polonio y el radio. Todo es supervisado por el explosivo señor Schutz (Philippe Noiret), director de la escuela que sueña con un gran descubrimiento de sus investigadores para obtener por fin honores académicos.

## Reparto
- Isabelle Huppert como Marie Curie.
- Charles Berling como Pierre Curie.
- Philippe Noiret como el profesor Rodolphe Schutz.
- Christian Charmetant como Gustave Bémont, amigo y colega de Pierre Curie.
- Philippe Morier-Genoud como Monsieur de Clausat, el rector de la Academia.
- Marie-Laure Descoureaux como Georgette Robert, la enfermera.
- Pierre-Gilles de Gennes como un repartidos de Pechblende.
- Georges Charpak como un repartidos de Pechblende.